# Calzada romana

Calzadas romanas en la época de Adriano, alrededor del año 125

Las calzadas romanas (en latín: viae Romanae; singular: via Romana) eran el modelo de camino usado por el Estado romano, y se construyeron desde aproximadamente el año 300 a. C. hasta la expansión y consolidación de la República romana y el Imperio romano. Proporcionaban medios eficaces para el transporte terrestre de ejércitos, funcionarios, civiles, comunicaciones oficiales y mercancías.
Las calzadas eran de varios tipos, desde pequeñas vías locales hasta amplias carreteras de larga distancia. Solían estar conformadas por varias capas de materiales de distinto tamaño —solo presentaban enlosado las vías urbanas—, y contaban con sistemas de drenaje. Discurrían a lo largo de trazados topográficamente precisos, y atravesaban colinas o cruzaban ríos y barrancos sobre puentes.

## Historia

### Primeras vías estratégicas
Hasta los años 400 a. C., los romanos utilizaban caminos para desplazarse de Roma a las ciudades de los alrededores. La incursión gala de Breno, que condujo al saqueo de Roma en el 390 a. C., fue el primer indicio de la ineficacia del sistema defensivo romano, debido principalmente a la lentitud del avance de las tropas por los caminos de la época. La necesidad de una mejor defensa, unida al deseo de expansión y hegemonía sobre Italia, llevó a una República romana aún frágil y amenazada desde el exterior a establecer una red de sólidas calzadas y de relevos, mejor adaptada a sus necesidades. Estos ejes permitían traslados rápidos de tropas. La velocidad de desplazamiento de una legión se ve así mejorada, alcanzando entre 3 y 4 km/h de media, pero el transporte de impedimenta (carga colectiva) y sarcina (fardo que incluye alimentos y armas) sólo les permite recorrer treinta kilómetros diarios a marchas forzadas.
Tito Livio menciona algunos de los caminos más conocidos de las proximidades de Roma. A menos que estas alusiones sean simples anacronismos, las carreteras mencionadas eran probablemente en aquella época poco más que pistas de tierra niveladas. Así, la Vía Gabina (en tiempos de Porsena) se menciona hacia el año 500 a. C.; la Vía Latina (en tiempos de Cayo Marcio Coriolano), hacia el 490 a. C.; la Vía Nomentana, en el 449 a. C.; la Vía Labicana, en el 421 a. C.; y la Vía Salaria, en el 361 a. C.
Una de las primeras grandes vías fue trazada en el año 312 a. C. por Apio Claudio el Ciego para unir Roma con Capua: era la Vía Apia. Al final de la República, todo el territorio de la península itálica estaba dotado de estas grandes vías, cada una de las cuales llevaba el nombre del cónsul que la había establecido. 

### Expansión de la red
A medida que el Imperio se expandía, la administración adaptaba el mismo modelo a las nuevas provincias. En su apogeo, la red principal de calzadas romanas alcanzó unos 400 000 kilómetros. Los comerciantes romanos no tardaron en darse cuenta del valor de estas vías. A diferencia de otras civilizaciones mediterráneas, que basaban su desarrollo comercial principalmente en sus puertos, utilizaron su red viaria en paralelo a su flota comercial. Esto favoreció el comercio con el interior del continente y contribuyó a su expansión comercial. Así, regiones enteras se especializaron y comerciaron entre sí (vino y aceite en Hispania, cereales en Numidia, cerámica y productos cárnicos en la Galia, por ejemplo). Sin embargo, el transporte terrestre de mercancías pesadas por las calzadas romanas siguió siendo muy inferior al transporte marítimo-fluvial, más rápido y barato.
El intenso comercio romano, tanto por mar como por tierra, propició la primera globalización. Sin la red viaria, esta globalización no habría ido más allá de las orillas del Mediterráneo. Esta red viaria también permitió la difusión de la civilización romana (derecho romano, modelo urbano, etc.).

## Tipos
Las calzadas romanas variaban de simples caminos a calzadas pavimentadas. Según Ulpiano, había tres tipos de calzadas:
1. Viae publicae, consulares, praetoriae y militares
2. Viae privatae, rusticae, glareae y agrariae
3. Viae vicinales

### Viae publicae, consulares, praetoriaeymilitares
El primer tipo de calzada incluía los caminos públicos principales, construidos y mantenidos a expensas públicas, y cuyo suelo pertenecía al Estado. Estas vías conducían al mar, a una ciudad, a un río público (de caudal constante) o a otra vía pública. Sículo Flaco, que vivió bajo Trajano (98-117), las llama viae publicae regalesque, y describe sus características de la siguiente manera:
1. Están a cargo de curatores (comisarios) y son reparados por redemptores (contratistas) a expensas del erario público, aunque se cobra una contribución fija a los propietarios vecinos.[9]
2. Estas vías llevan los nombres de sus constructores (por ejemplo, Vía Apia, Cassia, Flaminia).[9]

Las calzadas romanas recibían el nombre del censor que había ordenado su construcción o reconstrucción. A menudo, la misma persona ejercía después el cargo de cónsul, pero el nombre de la calzada databa de su mandato como censor. Si la calzada era más antigua que el cargo de censor o era de origen desconocido, tomaba el nombre de su destino o de la región por la que pasaba principalmente. El nombre de una vía se cambiaba si el censor ordenaba obras importantes en ella, como pavimentarla, repavimentarla o desviarla. Con el término viae regales se comparan con las vías de los reyes persas (que probablemente organizaron el primer sistema de vías públicas) y el Camino de los Reyes. Con el término viae militariae se comparan con Icknield Way.
Sin embargo, hubo muchas otras personas, además de los funcionarios especiales, que de vez en cuando, y por diversas razones, trataron de vincular sus nombres a un gran servicio público como el de las carreteras. Cayo Graco, cuando era tribuno del pueblo (123-122 a. C.), pavimentó o arregló muchos de los caminos públicos, y los dotó de miliarios y escalones de montar para los jinetes. De nuevo, Cayo Escribonio Curión, cuando era tribuno (50 a. C.), buscó la popularidad introduciendo una Lex Viaria, en virtud de la cual debía ser inspector jefe o comisario durante cinco años. Dion Casio menciona como uno de los actos de fuerza de los triunviros del 43 a. C. (Octavio, Antonio y Lépido), que obligaron a los senadores a reparar las vías públicas a sus expensas.

### Viae privatae, rusticae, glareaeyagrariae
La segunda categoría incluía los caminos privados o rurales, construidos originalmente por particulares, a quienes correspondía su suelo y que tenían la facultad de dedicarlos al uso público. Estas vías gozaban de un derecho de paso, bien a favor del público, bien a favor del propietario de una finca determinada. Bajo el epígrafe de viae privatae se incluían también los caminos que conducían desde los caminos públicos a fincas o asentamientos particulares. Ulpiano considera que estas vías son públicas en sí mismas.
Los elementos que quedaban fuera de la vía principal se conectaban a esta mediante viae rusticae, o caminos secundarios. Tanto las vías principales como las secundarias podían estar pavimentadas o sin pavimentar, con una superficie de grava. Estas vías preparadas pero sin pavimentar se denominaban viae glareae o sternendae («ser esparcidas»). Más allá de las vías secundarias estaban las viae terrenae, «caminos de tierra».

### Viae vicinales

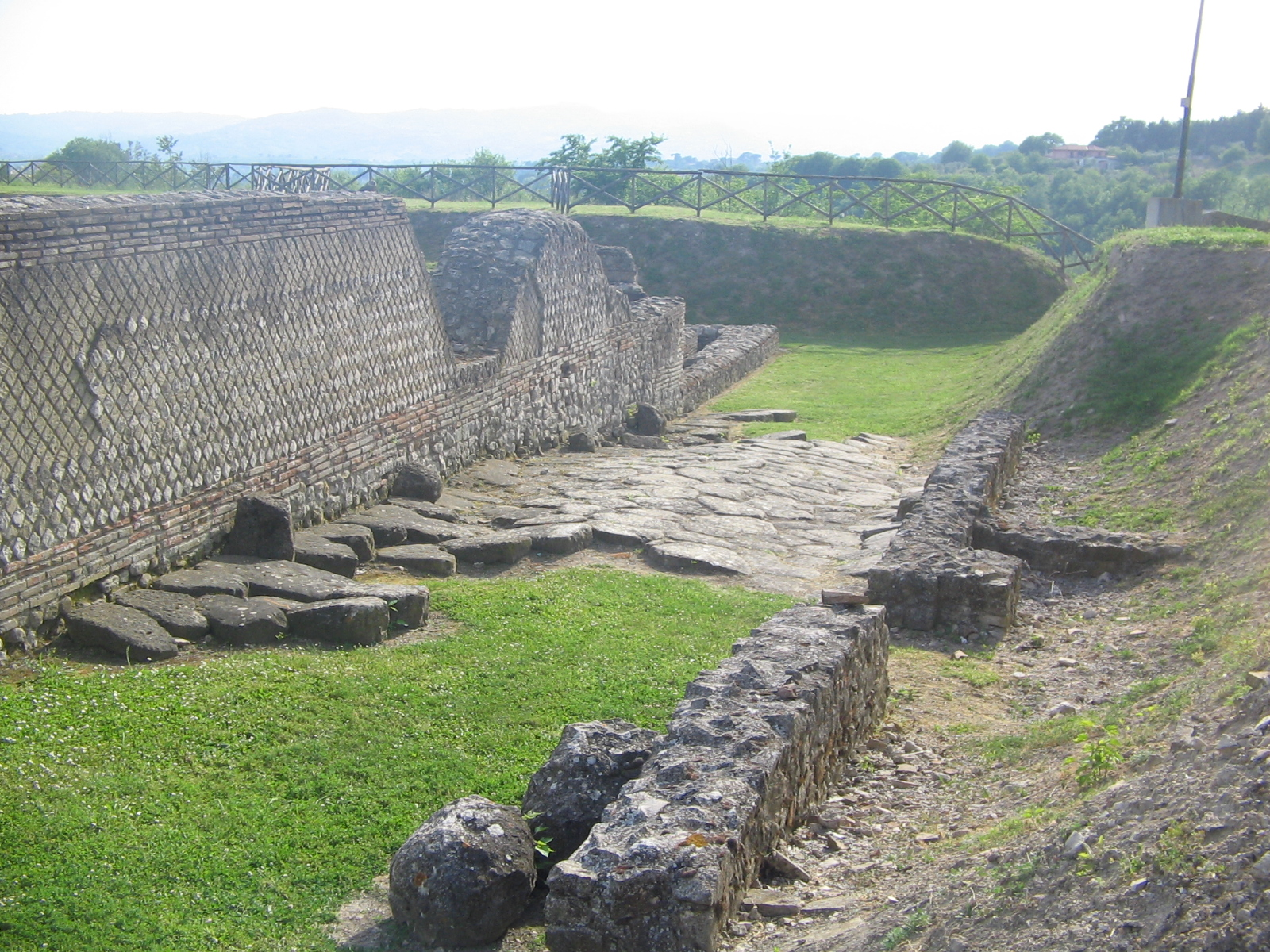
Calle en Aeclanum, Italia

La tercera categoría comprendía las vías situadas en aldeas, distritos o encrucijadas, que atravesaban o se dirigían hacia un vicus. Dichas vías desembocaban en una carretera principal o en otras viae vicinales, sin comunicación directa con una carretera principal. Se consideraban públicas o privadas, según el hecho de su construcción original con fondos o materiales públicos o privados. Una vía de este tipo, aunque de construcción privada, se convertía en pública cuando desaparecía la memoria de sus constructores privados.
Sículo Flaco describe las viae vicinales como vías «de publicis quae divertunt in agros et saepe ad alteras publicas perveniunt» (que se desvían de las vías públicas hacia los campos y a menudo llegan hasta otras vías públicas). Las autoridades reparadoras, en este caso, eran los magistri pagorum. Podían exigir a los vecinos terratenientes que proporcionaran trabajadores para la reparación general de las viae vicinales o que mantuvieran en buen estado, a sus expensas, una determinada longitud del camino que pasaba por sus respectivas propiedades.

### Gobernanza y financiación
Con la conquista de Italia, las viae acondicionadas se extendieron desde Roma y sus alrededores hasta los municipios periféricos, a veces superponiéndose a vías anteriores. La construcción de las viae era una responsabilidad militar y, por tanto, estaba bajo la jurisdicción de un cónsul. El proceso tenía un nombre militar, viam munire, como si la vía fuera una fortificación. Los municipios, sin embargo, eran responsables de sus propias vías, que los romanos llamaban viae vicinales. La belleza y grandeza de las vías podría hacernos creer que cualquier ciudadano romano podía utilizarlas gratuitamente, pero no era así. Abundaban los peajes, sobre todo en los puentes. A menudo se cobraban en la puerta de la ciudad. Los costes de transporte eran aún más elevados debido a los impuestos de importación y exportación. Éstas eran sólo las tasas por utilizar las carreteras. A partir de ahí, aumentaban los costes de los servicios durante el viaje.
La financiación de la construcción de carreteras era responsabilidad del gobierno romano. El mantenimiento, sin embargo, se dejaba generalmente en manos de la provincia. Los funcionarios encargados de recaudar fondos eran los curatores viarum. Disponían de varios métodos. Se podía pedir a los particulares interesados en la carretera que contribuyeran a su reparación. Los altos funcionarios podían distribuir donaciones para destinarlas a los caminos. Los censores, encargados de la moral y las obras públicas, debían financiar las reparaciones suâ pecuniâ (con su propio dinero). Más allá de estos medios, se exigían impuestos.
Una vía conectaba dos ciudades. Las viae estaban generalmente situadas en la campiña. La construcción y el cuidado de las vías públicas, ya fuera en Roma, en Italia o en las provincias, fue considerada, en todos los períodos de la historia romana, una función del mayor peso e importancia. Así lo demuestra claramente el hecho de que los censores, en algunos aspectos los más venerables de los magistrados romanos, fueran los primeros en tener la autoridad suprema para construir y reparar todos los caminos y calles. De hecho, puede decirse que todos los funcionarios, sin excluir a los propios emperadores, que sucedieron a los censores en esta parte de sus obligaciones, ejercieron una jurisdicción censal delegada.

### Costes y responsabilidades cívicas
La devolución a las jurisdicciones censoriales se convirtió pronto en una necesidad práctica, derivada del crecimiento de los dominios romanos y de las diversas labores que retenían a los censores en la capital. Algunos organismos oficiales ad hoc actuaron sucesivamente como autoridades constructoras y reparadoras. En Italia, la responsabilidad censora pasó a los comandantes de los ejércitos romanos, y más tarde a comisarios especiales, y en algunos casos quizá a los magistrados locales. En las provincias, el cónsul o pretor y sus legados recibían autoridad para tratar directamente con el contratista.
El cuidado de las calles y calzadas dentro del territorio romano se encomendó en los primeros tiempos a los censores. Con el tiempo, se celebraron contratos para pavimentar las calles del interior de Roma, incluida la subida al Capitolio, con lava, y para pavimentar las calzadas del exterior de la ciudad con grava. También se construyeron aceras. Los ediles, probablemente en virtud de su responsabilidad sobre la libertad de tráfico y la vigilancia de las calles, cooperaban con los censores y los organismos que les sucedieron.
Al parecer, en el reinado de Claudio (41-54 d. C.) los cuestores se habían convertido en los responsables de la pavimentación de las calles de Roma, o al menos compartían esa responsabilidad con los quattuorviri viarum. Se ha sugerido que los cuestores se veían obligados a comprar su derecho a una carrera oficial mediante desembolsos personales en las calles. Ciertamente, no faltaban precedentes de esta liberalidad impuesta, y el cambio realizado por Claudio puede haber sido un mero cambio en la naturaleza del gasto impuesto a los cuestores.

### Organismos oficiales
Los organismos oficiales que primero sucedieron a los censores en el cuidado de las calles y caminos eran dos:
- Quattuorviri viis in urbe purgandis, con jurisdicción dentro de las murallas de Roma;
- Duoviri viis extra urbem purgandis, con jurisdicción extramuros.

Ambos organismos eran probablemente de origen antiguo, pero se desconoce el año real de su institución. Se puede confiar poco en Pomponio, que afirma que los quattuorviri se instituyeron eodem tempore (al mismo tiempo) que el praetor peregrinus (es decir, hacia 242 a. C.) y los decemviri litibus iudicandis (época desconocida). La primera mención de uno u otro cuerpo aparece en la Lex Julia Municipalis del año 45 a. C. Los quattuorviri se denominaron posteriormente Quattuorviri viarum curandarum. La extensión de la jurisdicción de los duoviri se deriva de su título completo como Duoviri viis extra propiusve urbem Romam passus mille purgandis. Su autoridad se extendía a todos los caminos entre sus respectivas puertas de salida en la muralla de la ciudad y el primer miliario.
En caso de emergencia en el estado de un camino en particular, se nombraban hombres influyentes y generosos, o actuaban voluntariamente, como curatores o comisarios temporales para supervisar el trabajo de reparación. Un pasaje de Cicerón atestigua la dignidad de esta función. Entre los que desempeñaron este deber en relación con determinadas carreteras se encontraba Julio César, que se convirtió en curator (67 a. C.) de la Vía Apia y gastó generosamente su propio dinero en ella. También parece que algunas personas actuaron en solitario y se responsabilizaron de determinadas vías.
En los distritos rurales, los magistri pagorum tenían autoridad para mantener las viae vicinales. En Roma, cada cabeza de familia era legalmente responsable de las reparaciones de la parte de la calle que pasaba por su casa. Los ediles tenían la obligación de hacer cumplir esta responsabilidad. La parte de cualquier calle que pasara por un templo o edificio público era reparada por los ediles con cargo al erario público. Cuando una calle pasaba entre un edificio o templo público y una casa privada, el erario público y el propietario privado compartían los gastos a partes iguales.

### Cambios bajo Augusto
La estructura de gobierno fue modificada por Augusto, quien, en el curso de su reconstitución de la administración urbana, suprimió y creó nuevos cargos en relación con el mantenimiento de las obras públicas, las calles y los acueductos de Roma y sus alrededores. Hasta entonces, el mantenimiento de las vías públicas había estado a cargo de dos grupos de magistrados menores, los quattuorviri (un consejo de cuatro magistrados para supervisar las vías dentro de la ciudad) y los duoviri (un consejo de dos magistrados para supervisar las vías fuera de la ciudad propiamente dicha), que formaban parte de los collegia conocidos como vigintisexvirato.
Augusto, considerando ineficaces los collegia, especialmente las juntas que se ocupaban del mantenimiento de las carreteras, redujo el número de magistrados de 26 a 20. Abolió por completo los duoviri y más tarde se le concedió el cargo de superintendente (según Dion Casio) del sistema de carreteras que conectaba Roma con el resto de Italia y las provincias de más allá. Con este cargo, se otorgó a sí mismo y a los siguientes emperadores una autoridad suprema que originalmente había pertenecido a los censores de la ciudad. El consejo de los quattuorviri se mantuvo tal cual hasta al menos el reinado de Adriano, entre los años 117 y 138. Además, nombró pretorianos para los cargos de "encargado de caminos" y asignó a cada uno dos lictores. También hizo del cargo de curator de cada una de las grandes vías públicas una magistratura perpetua en lugar de un encargo temporal.
Las personas nombradas con arreglo al nuevo sistema eran de rango senatorial o ecuestre, según la importancia relativa de las carreteras que se les asignaban. Correspondía a cada curator otorgar contratos para el mantenimiento de su vía y velar por que el contratista que se encargara de dicho trabajo lo realizara fielmente, tanto en cantidad como en calidad. Augusto también autorizó la construcción de alcantarillas y eliminaba los obstáculos al tráfico, como hacían los ediles en Roma.
Corbulón denunció a los magistratus y mancipes de las vías italianas ante Tiberio en calidad de comisario imperial (aunque probablemente dotado de poderes extraordinarios). Los persiguió a ellos y a sus familias con multas y encarcelamientos durante 18 años (21-39 d. C.) y más tarde fue recompensado con un consulado por Calígula, que también compartía la costumbre de condenar a ciudadanos bien nacidos a trabajar en los caminos. Cabe señalar que bajo el reinado de Claudio, Corbulón fue llevado ante la justicia y obligado a devolver el dinero que había extorsionado a sus víctimas.

### Otroscuratores
Parece ser que en ocasiones se nombraron curatores especiales por un periodo, incluso después de la institución de los magistrados permanentes con ese título. Los emperadores que sucedieron a Augusto ejercieron un control vigilante sobre el estado de las vías públicas. Sus nombres aparecen con frecuencia en las inscripciones de restauradores de carreteras y puentes. Así, Vespasiano, Tito, Domiciano, Trajano y Septimio Severo fueron conmemorados como tales en Augusta Emerita. El Itinerario de Antonino, que probablemente era una obra de fecha muy anterior, reeditada en una forma mejorada y ampliada bajo uno de los emperadores Antoninos, sigue siendo una prueba permanente de la minuciosa atención que se prestaba al servicio de las vías públicas.

## Construcción
Las vías romanas, dada la gran inversión que suponían, debían realizarse según un proyecto previo, y una vez aprobado se adjudicaba la ejecución de las obras. Tito Livio, por ejemplo, narra cómo los censores Quinto Fulvio Flaco y Aulo Postumio Albino Lusco concedieron contratos para distintas obras de pavimentación y de construcción de puentes. No se conoce la forma en la que se conseguían los terrenos para la construcción del nuevo camino, y solo la casualidad o la existencia de pasos obligados haría coincidir su trazado con caminos anteriores.
El trazado en planta se esbozaría, normalmente, mediante jalones; en llanura y zonas onduladas se compondría de alineaciones rectas, y las curvaturas, casi siempre muy abiertas, no requerirían geometrías exactas. Por su parte, el trazado en alzado se realizaría con niveletas, gracias a las cuales puede nivelarse tanto la explanación como las capas del firme. Una vez marcada la línea en planta y en alzado, comenzarían los trabajos. Estacio describe, a grandes rasgos, el proceso de construcción de la Vía Domiciana:

El primer trabajo es trazar los surcos y marcar los bordes y cavar las tierras hasta el fondo, para extraerlas levantándolas. Enseguida las huecas trincheras se rellenan con otros materiales, y se consolida bien el cimiento para asentar la capa superior, con el fin de que el suelo no ceda, ni que una base traidora ofrezca un asiento endeble a la capa de piedras que se aprietan sobre ella. Después se ha de sujetar la vía con bordillos colocados a ambos lados, y retacarlo todo con numerosas cuñas. ¡Oh, cuántos brazos colaboran! Los unos abaten los bosques y desnudan los montes. Los otros destruyen con el hierro las peñas y los grandes árboles. Los de allí unen las piedras y componen la obra con el polvo sacado del horno y el oscuro tufo. Los de más allá, zapapico en mano, desecan las lagunas donde el agua se acumula y conducen lejos los arroyos.

En resumen, el proceso constructivo comenzaría por las obras de explanación, seguidas de la consolidación o cimentación, la construcción de las estructuras y obras de paso, el afirmado de las sucesivas capas y, finalmente, la señalización.

Las obras de explanación consistían en la retirada de la masa forestal y la tierra vegetal, así como en la realización de desmontes en tierra o roca y el terraplenado, gracias a los cuales se logra el perfil longitudinal definitivo y queda formada la explanada de la carretera. Cuando la zona era bosque, la deforestación alcanzaría una franja más ancha, tanto por visibilidad como por seguridad. Las cunetas laterales en zonas llanas, a unos 20 metros a ambos lados de la calzada, se corresponderían con esta zona inicial de deforestación, que sería heredada por una zona de policía de la calzada. Los desmontes no se daban en el llano, eran pocos en zonas onduladas y, eran muy frecuentes en zonas de montaña, donde en ocasiones la vía discurría en desmonte completo o parcial a media ladera. Habría ocasiones en las que debía desmontase el suelo, en tramos donde se preveía el terraplenado, para eliminar materiales inadecuados para el cimiento, como bolsas de limos o terrenos en contacto con agua. Por su parte, a través del drenaje previo se saneaban y construían zanjas que se rellenaban de grava o piedra gruesa, por la que desaguaban los flujos que pudieran afectar al terreno. Estas labores de drenaje en ocasiones abarcaban grandes áreas, como lagunas enteras.

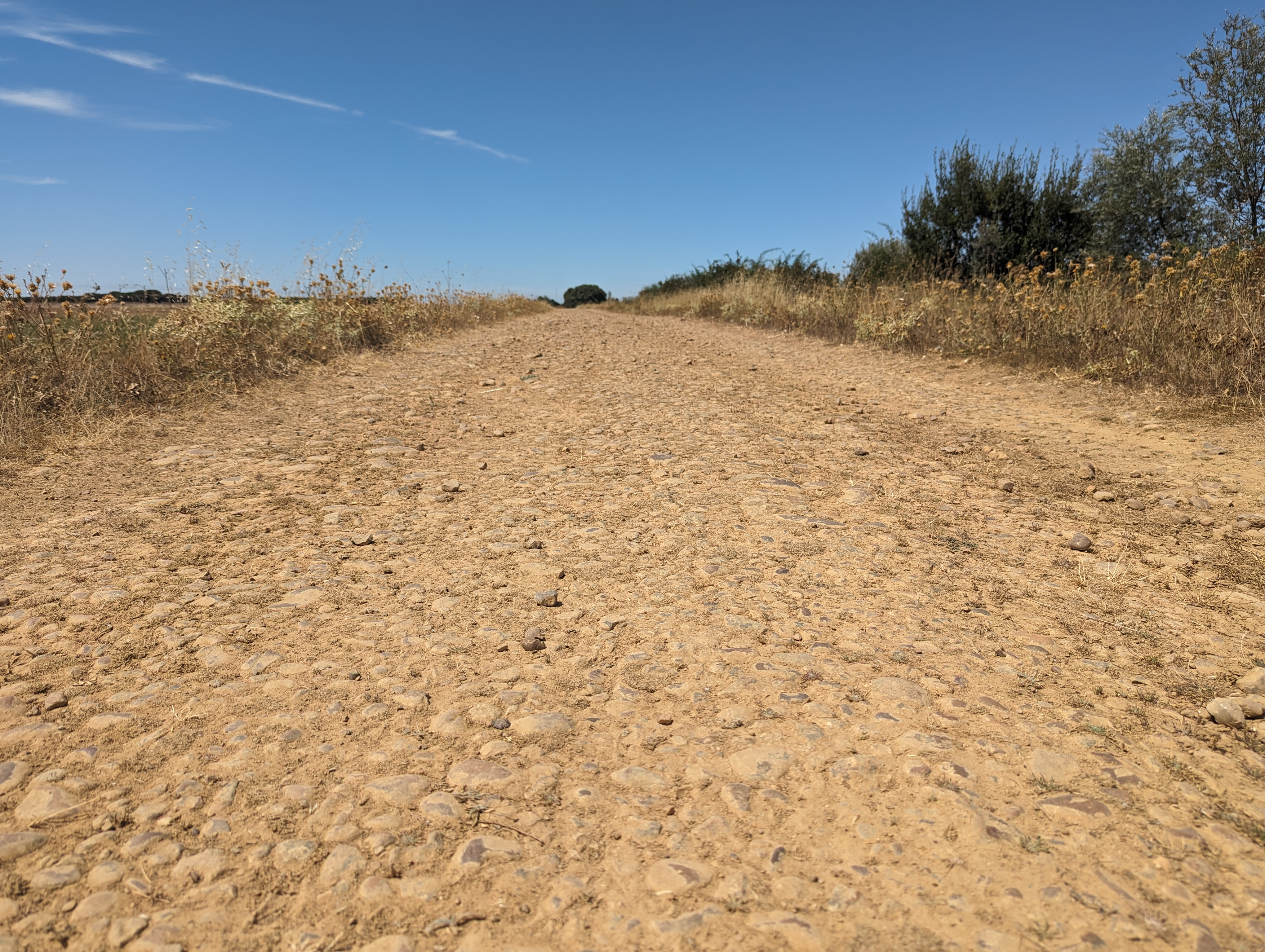
Zahorra de la capa superior en la calzada de Italia a Hispania en las proximidades de Villamarco (León), España

A continuación comenzaban las labores de afirmado. En zonas llanas, lo que se aprecia como largos terraplenes, se traduce en un elevado paquete de firmes. En terrenos de baja capacidad portante, se distribuía una primera capa de piedras muy gruesas, creando así una cimentación sólida y resistente. Sobre esta se colocaba un relleno de arena o gravas, en una o varias capas de diferentes tamaños, disminuyendo el tamaño del material conforme se iba ascendiendo hasta la capa más superficial.
Después del relleno de cada capa de material, se procedía al apisonado de cada una de ellas. Finalmente, se revestía la superficie de la calzada preferiblemente con cantos rodados apisonados mezclados con arenas, para formar la capa final de rodadura. Se utilizaban materiales de grano fino: zahorras (con tamaños máximos de 4-5 mm) o jabre (arena natural de granito con tamaños máximos de 1 cm) u otro material de granulometría fina. Al mismo tiempo que las sucesivas capas, se colocaba un bordillo que enmarcaba la cimentación, previa colocación de una cuerda de guía que alineaba el borde exterior de las piezas.

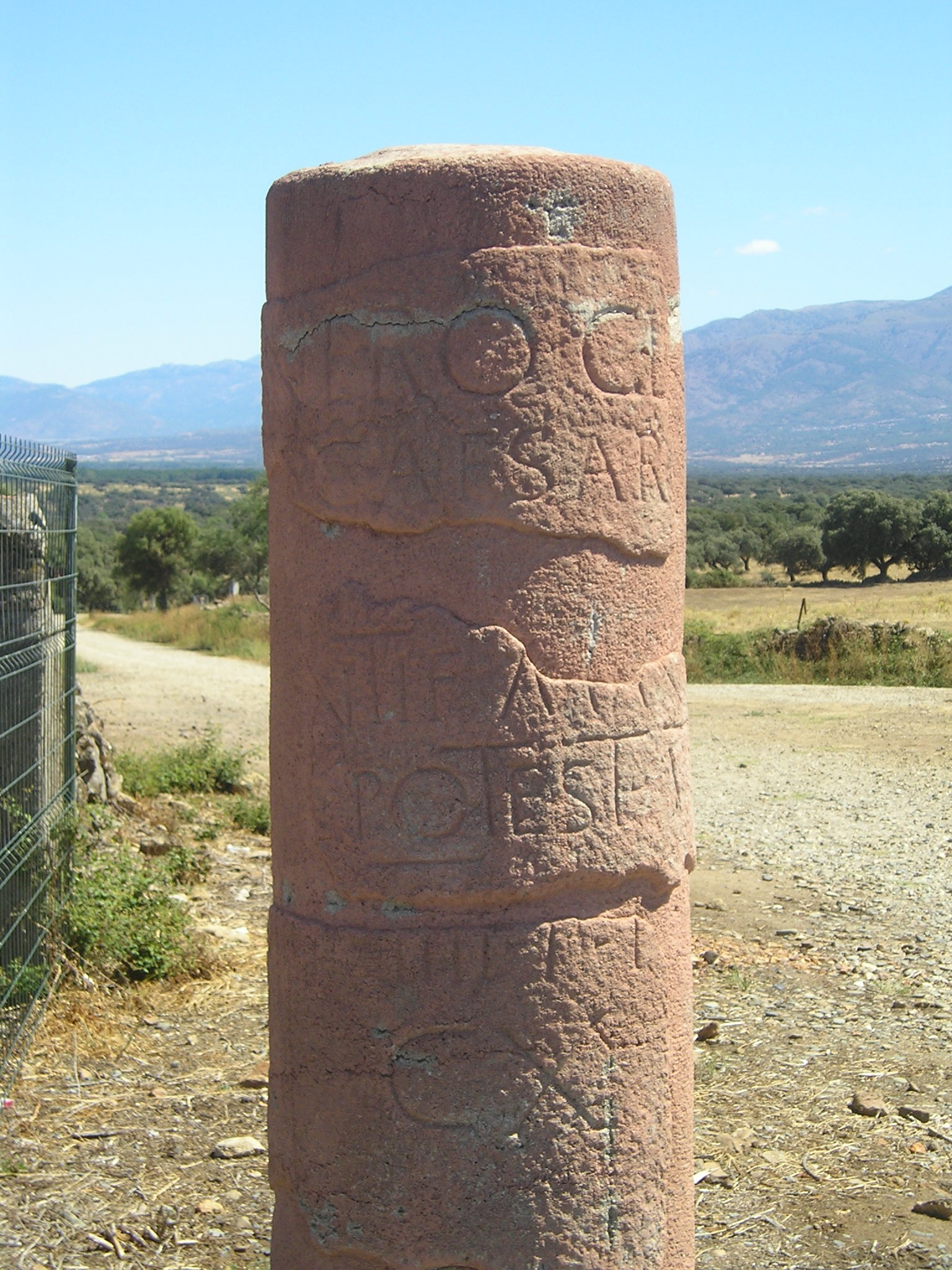
Miliario de Nerón a la salida del municipio romano de Cáparra (Capara), España

Finalizados dichos trabajos, se procedía a señalizar la calzada mediante hitos colocados cada mil pasos, que indicaban la distancia a la ciudad desde donde se había empezado a medir. Estos miliarios presentaban diversos tamaños y formas, pero lo habitual era la forma cilíndrica, de unos dos metros de altura y 60 cm de diámetro. En la mayoría de casos, se rellenaban con textos alusivos al emperador reinante y a quien había dirigido la construcción o reparación de la vía. También se conocen ejemplares de mojones que se situaban en el lugar de las medias millas, de tamaño más pequeño, unos 90 cm, y ligeramente troncocónicos, así como elementos que se situaban en los cruces, con indicación de las ciudades más próximas, la dirección a tomar y la distancia a cada una.
Salvo casos muy determinados, el empedrado era propio únicamente de las vías urbanas, en donde la velocidad debía ser muy reducida y las necesidades de limpieza eran incompatibles con superficies de materiales sueltos. Las losas, adoquines o grandes cantos rodados ofrecían una resistencia muy superior a las pisadas de los ganados y a la erosión que estas producían. Estas características del enlosado pudieron ser las que provocaron que las calles se extendieran por fuera de las ciudades, llegando hasta las necrópolis.

## Uso
Aunque la historiografía habla de vías militares cuando se refiere al sistema de vías públicas, indicando que este era totalmente militar en sus objetivos y espíritu e incluyendo la intervención de las legiones en su construcción, no existen pruebas de que este fuera un proceso generalizado ni frecuente. Esa alusión a via militaris en las fuentes históricas no siempre ha sido bien interpretada y la historiografía moderna se inclina por equiparar la denominación militaris con la de vía pública o principal.
En un contexto de guerra y conquista, el ejército no emplearía grandes recursos en la construcción de carreteras, como por ejemplo en los pasos sobre los ríos, que siempre tuvieron un carácter temporal. Las vías, ya con carácter definitivo, se planificaban una vez pacificado el territorio y consolidado el aparato administrativo romano.La alusión a determinadas legiones en los miliarios también ayudó a que muchos autores opinen sobre el hecho de que eran los legionarios los que construían las vías, pero puede ser la constatación de una administración militar de las obras y no de la ejecución de los trabajos.

### Mapas y tablas de itinerarios

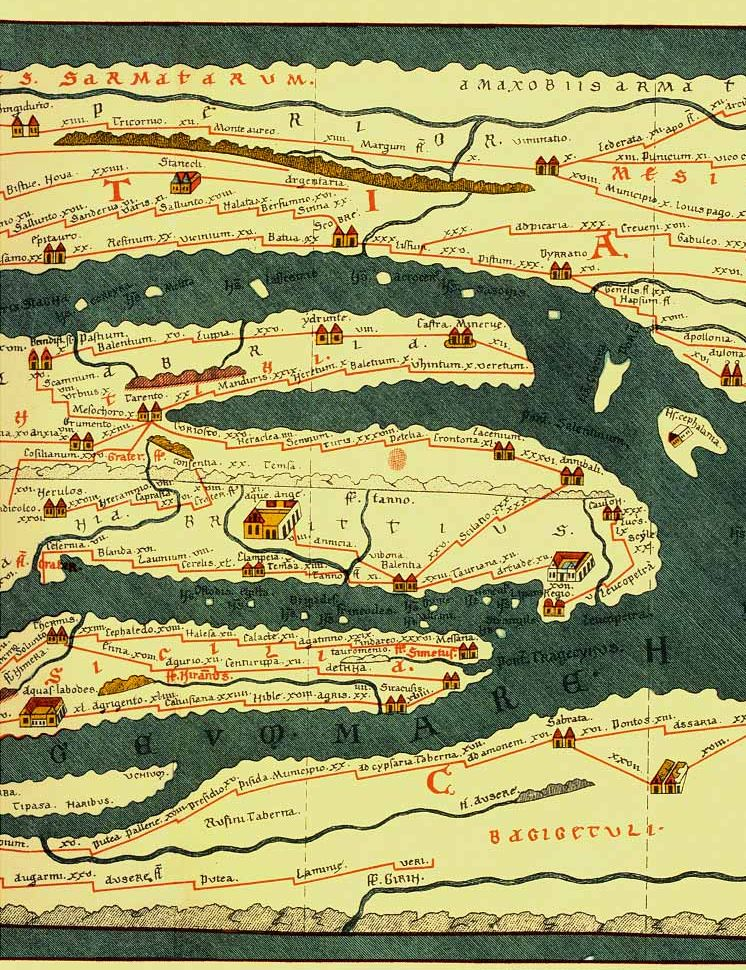
Detalle de la Tabla de Peutinger

Es posible que en algunas bibliotecas romanas existieran mapas topográficos y de carreteras combinados, pero eran caros, difíciles de copiar y no de uso general. Los viajeros que deseaban planificar un viaje podían consultar un itinerarium (como el Itinerario de Antonino), que en su forma más básica era una simple lista de ciudades y pueblos a lo largo de una determinada vía, y las distancias entre ellos.
De las listas se pasaba rápidamente a una lista maestra, o a un planificador de rutas esquemático en el que las carreteras y sus ramificaciones se representaban más o menos en paralelo, como en la Tabula Peutingeriana. A partir de esta lista maestra, se podían copiar partes y venderlas en las calles. Los más minuciosos utilizaban símbolos diferentes para las ciudades, las estaciones de paso, los cursos de agua, etc. 
El gobierno romano elaboraba de vez en cuando un itinerario maestro. Los primeros conocidos fueron encargados en el 44 a. C. por Julio César y Marco Antonio. Se contrató a tres geógrafos griegos, Zenodoxo, Teodoto y Policleto, para que estudiaran el sistema y elaboraran un itinerario maestro; la tarea requirió más de 25 años y el itinerario maestro grabado en piedra resultante se colocó cerca del Panteón. Los viajeros y vendedores de itinerarios podían hacer copias del mismo.

### Vehículos y transporte
Fuera de las ciudades, los romanos eran ávidos jinetes y montaban o conducían bastantes tipos de vehículos. Se utilizaban carros, tirados por bueyes, mulas o por caballos; estos últimos podían recorrer entre 40 y 50 kilómetros al día, y los peatones entre 20 y 25 kilómetros.
El tipo de carro más popular era el carrus, una forma de carro que llegó a los romanos desde una antigüedad mayor. La parte superior estaba abierta y la delantera cerrada. Se conserva uno en el Vaticano. Llevaba un conductor y un pasajero. Un carrus con dos caballos era una biga; con tres, una triga; y con cuatro, una quadriga. Cuando no se utilizaba, se desmontaban las ruedas para facilitar su almacenamiento.
Una versión más lujosa, el carpentum, transportaba a mujeres y funcionarios. Tenía una cubierta superior arqueada de tela y era tirado por mulas. Una versión más ligera, el cisium, equivalente a un charrete, estaba abierta por arriba y por delante y tenía un asiento. Tirado por una o dos mulas o caballos, se utilizaba por ejemplo para el trabajo de taxista, que se llamaba cisiani.

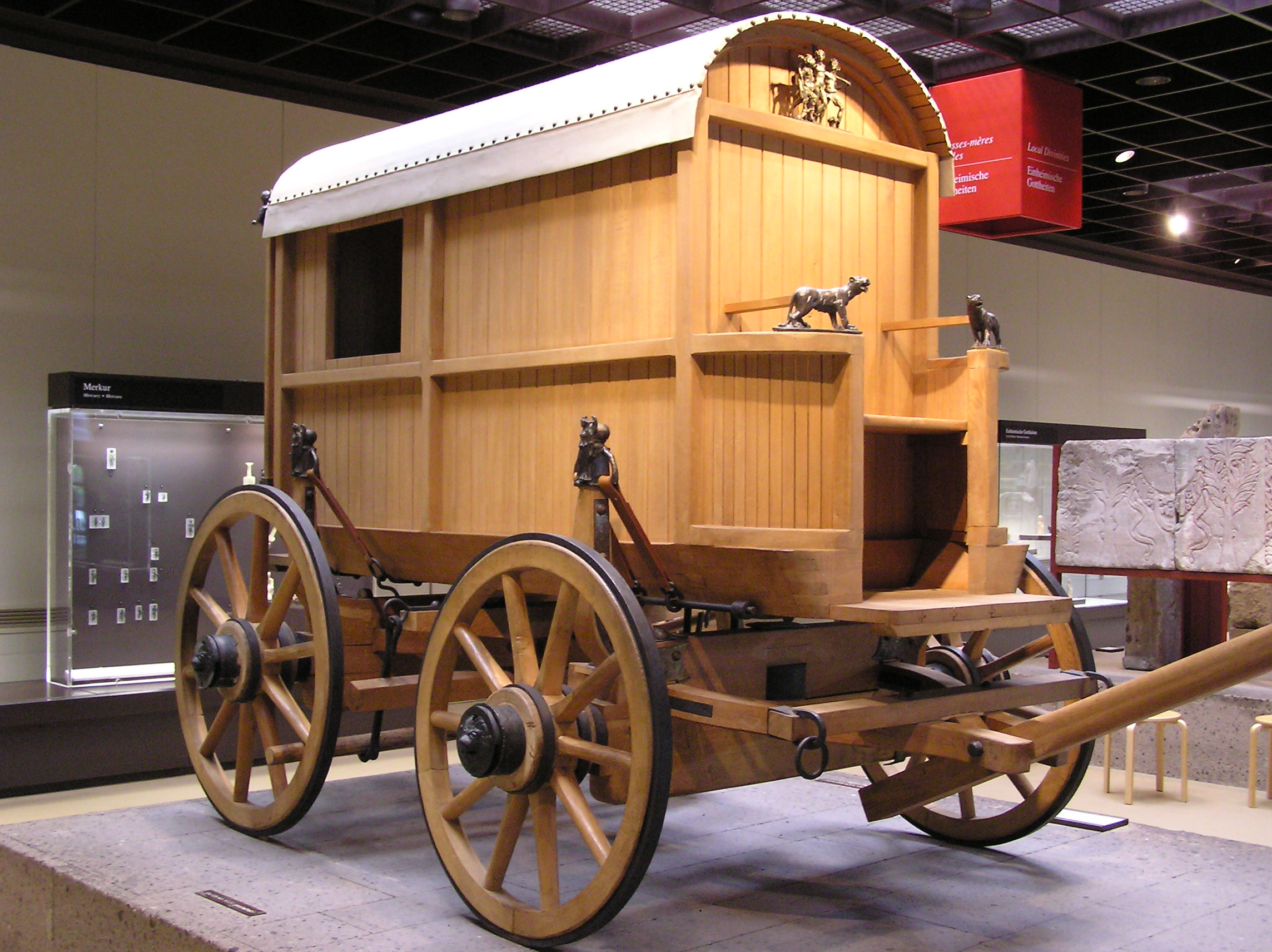
Reconstrucción de un carruaje romano

Entre los carruajes, el principal era el raeda o reda, que tenía cuatro ruedas. Los laterales altos formaban una especie de caja en la que se colocaban los asientos, con una muesca a cada lado para entrar. Transportaba a varias personas con equipaje hasta el límite legal de 1000 libras romanas, equivalente moderno a 327 kilogramos, según disposiciones dadas en los años 357 y 368, aunque no se aplicaría a todos los supuestos. Era tirado por yuntas de bueyes, caballos o mulas. Podía llevar una capota de tela para protegerse de la intemperie, en cuyo caso se asemejaba a un carro cubierto. 
El raeda era probablemente el principal vehículo para viajar por las carreteras. Los raedae meritoriae eran vehículos de alquiler. El fiscalis raeda era un carruaje gubernamental. Tanto el conductor como el constructor recibían el nombre de raedarius.
Entre las carretas, el principal tipo era el plaustrum o plostrum. Se trataba simplemente de una plataforma de tablas unidas a ruedas y a un árbol transversal. Las ruedas, o tympana, eran macizas y tenían varios centímetros de grosor. Los laterales podían construirse con tablas o barandillas. A veces se colocaba sobre ella una gran cesta de mimbre. Existía una versión de dos ruedas, además de la normal de cuatro, llamada plaustrum maius.
Los militares utilizaban un carro estándar. Su servicio de transporte era el cursus clabularis, en honor al carro estándar, llamado carrus clabularius, clabularis, clavularis o clabulare. Transportaba la impedimenta (equipaje) de una columna militar.

### Descansos y posadas
Para los funcionarios imperiales, correos del Estado y personajes relevantes, el gobierno mantenía estaciones de paso, o mansiones, para su uso. Se requería disponer de un permiso por escrito expedido por el prefecto correspondiente. Las mansiones estaban situadas a una distancia de entre 25 y 30 kilómetros. Allí estos viajeros encontraba una villa completa destinada para su uso. A menudo, alrededor de la mansio crecía un campamento militar permanente o una ciudad. Para los viajeros no oficiales que necesitaban refrescarse, cerca de las mansiones había un sistema privado de posadas o cauponae. Cumplían las mismas funciones, pero estaban algo desprestigiadas.

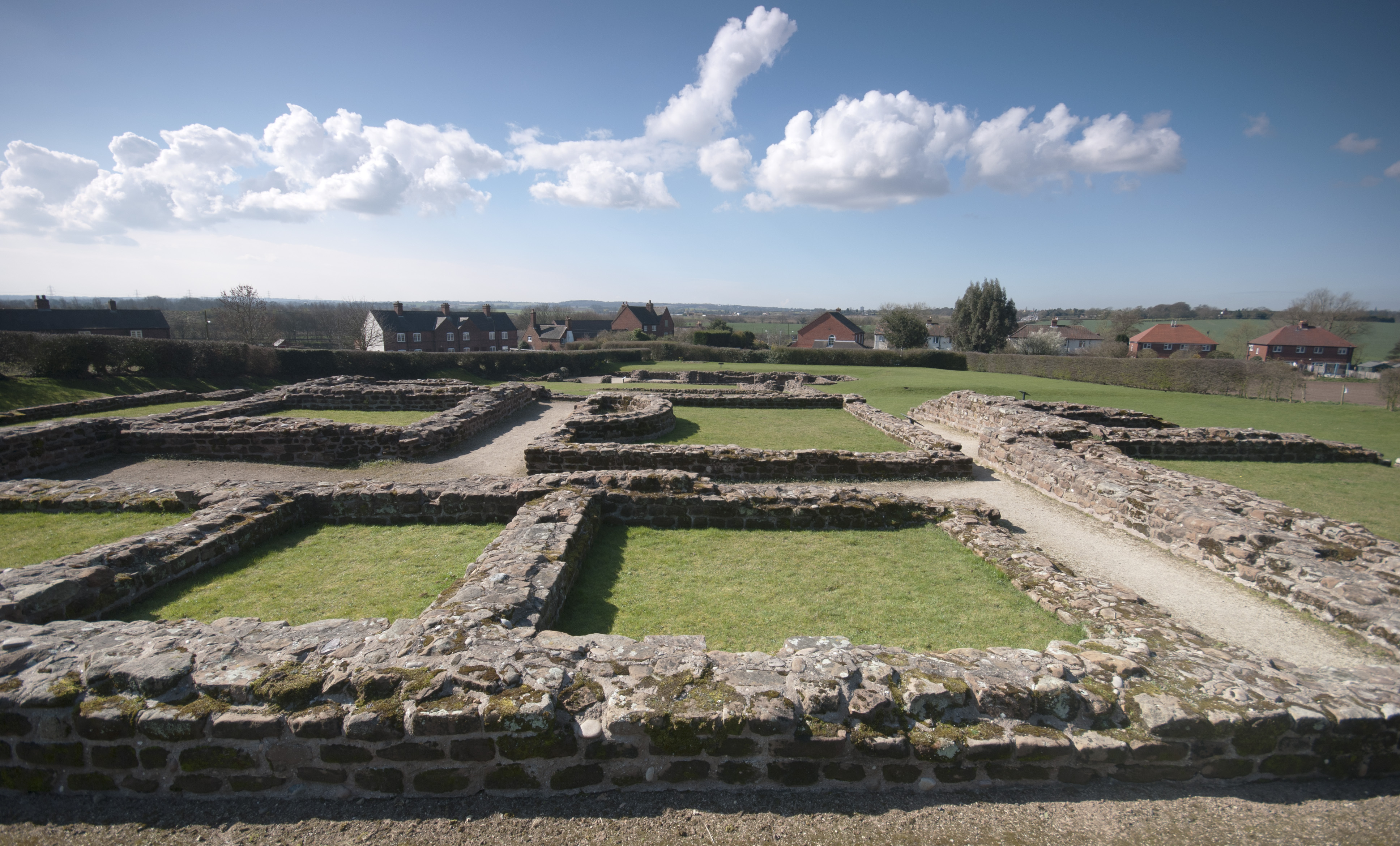
Restos de la mansio de Letocetum, Wall, Staffordshire, Inglaterra

Los viajeros distinguidos necesitaban algo mejor que una cauponae. En los primeros tiempos, cuando apenas existían servicios extraoficiales, las casas situadas cerca de la carretera estaban obligadas por ley a ofrecer hospitalidad si se les solicitaba. Las casas frecuentadas se convirtieron en las primeras tabernae, que eran albergues. A medida que Roma crecía, también lo hacían sus tabernae, volviéndose más lujosas y adquiriendo buena o mala reputación según el caso. Muchas ciudades de hoy en día crecieron en torno a un complejo de taberna, como Rheinzabern, en Renania, y Saverne, en Alsacia.
Un tercer sistema de estaciones de paso daba servicio a vehículos y animales: las mutationes. Se situaban cada 20 o 30 kilómetros. En estos complejos, el conductor podía contratar los servicios de carreteros y equarii medici (veterinarios). Utilizando estas estaciones en los relevos de carros, el emperador Tiberio se apresuró 296 kilómetros en 24 horas para reunirse con su hermano, Druso Germánico, que estaba muriendo de gangrena como resultado de una caída de un caballo.

### Correos y servicios
Bajo el imperio existían dos servicios postales, uno público y otro privado. El cursus publicus, fundado por Augusto, transportaba el correo de los funcionarios por relevos a través de la red viaria romana. El vehículo para transportar el correo era un cisium con una caja, pero para entregas especiales, un caballo y un jinete eran más rápidos. Por término medio, un relevo de caballos podía transportar una carta 80 kilómetros en un día. El cartero llevaba un característico sombrero de cuero, el petanus. El servicio postal era una ocupación un tanto peligrosa, ya que los carteros eran objetivo de bandidos y enemigos de Roma. El correo privado de las clases acomodadas era transportado por tabellarii, una organización de esclavos disponibles a cambio de un precio.

### Seguridad
Contrariamente a la creencia popular, la calzada romana, al menos en principio, no era el vector de un tráfico intenso y diversificado en el que participaban peatones, jinetes y carruajes. El cursus publicus era, junto con el ejército, el principal beneficiario y usuario prioritario de la calzada romana, utilizándola para transmitir mensajes y noticias con rapidez.
La seguridad en estas rutas era muy relativa, de ahí la necesidad de crear comisarías para combatir el bandidaje. Las inscripciones de Nyon, Bingen y Eu mencionan «prefectos para la represión del bandidaje» (praefectus latrocinio arcendo). Estas consideraciones llevan a conjeturar que se construyeron fortalezas y campamentos militares cerca de las calzadas, desempeñando un papel en la vigilancia policial del Imperio. Algunos, como Jublains en la Galia romana, eran verdaderas fortalezas, tal vez destinadas a proteger la oficina de correos y los horrea donde se almacenaban los impuestos en especie.